# 齿叶忍冬
齿叶忍冬（学名：Lonicera setifera）是忍冬科忍冬属的植物，为中国的特有植物。分布在中国大陆的四川、云南、西藏等地，生长于海拔2,300米至3,800米的地区，一般生于高山砾林中、云杉、冷杉、落叶松及林缘灌丛中，目前尚未由人工引种栽培。